# Richard Gedopt
Richard Gedopt, né le 30 novembre 1916 à Deurne en Belgique et mort le 25 février 2012 à l'hôpital AZ Sint-Jozef de Malle en Belgique, est un footballeur belge qui joue au poste de gardien de but.
Actif dans les années 1930 et 1940, il effectue quasiment l'entièreté de sa carrière au Royal Antwerp FC.

## Biographie
Richard Gedopt défend les filets du Racing Borgerhout jusqu'en 1937, date à laquelle, il fait l'objet d'un transfert d'un montant record pour l'époque, de 80 000 francs belges, pour aller à l'Antwerp. Il succède à Louis Somers, comme portier titulaire de l'équipe anversoise.
Il est appelé trois fois en équipe de Belgique en 1948 et 1949, mais ne joue aucun match avec les Diables Rouges.
Il est ensuite entraîneur de l'Antwerp de 1949 à 1953, avec l'ancien demi du club, Jean De Clercq.

## Statistiques

### En club
| Saison                | Club                  | Championnat             | Championnat | Championnat | Coupe(s) nationale(s) | Coupe(s) nationale(s) | Total | Total |
| Saison                | Club                  | Division                | M.          | B.          | M.                    | B.                    | M.    | B.    |
| 1932-1933             | KRC Borgerhout        | Division 1A (D2)        | -           | -           | -                     | -                     | 0     | 0     |
| 1933-1934             | KRC Borgerhout        | Division 1B (D2)        | -           | -           | -                     | -                     | 0     | 0     |
| 1934-1935             | KRC Borgerhout        | Division 1A (D2)        | -           | -           | -                     | -                     | 0     | 0     |
| 1935-1936             | KRC Borgerhout        | Promotion B (D3)        | -           | -           | -                     | -                     | 0     | 0     |
| 1936-1937             | KRC Borgerhout        | Promotion B (D3)        | -           | -           | -                     | -                     | 0     | 0     |
| Sous-total            | Sous-total            | Sous-total              | -           | -           | -                     | -                     | 0     | 0     |
| 1937-1938             | Royal Antwerp FC      | Division d'Honneur (D1) | 31          | 0           | -                     | -                     | 31    | 0     |
| 1938-1939             | Royal Antwerp FC      | Division d'Honneur (D1) | 28          | 0           | -                     | -                     | 28    | 0     |
| 1939-1940             | Royal Antwerp FC      | Compétition annulée     | 28          | 0           | -                     | -                     | 28    | 0     |
| 1940-1941             | Royal Antwerp FC      | Compétition annulée     | 16          | 0           | -                     | -                     | 16    | 0     |
| 1941-1942             | Royal Antwerp FC      | Division d'Honneur (D1) | 29          | 0           | -                     | -                     | 29    | 0     |
| 1942-1943             | Royal Antwerp FC      | Division d'Honneur (D1) | 29          | 1           | -                     | -                     | 29    | 1     |
| 1943-1944             | Royal Antwerp FC      | Division d'Honneur (D1) | 31          | 0           | -                     | -                     | 31    | 0     |
| 1944-1945             | Royal Antwerp FC      | Compétition annulée     | 4           | 0           | -                     | -                     | 4     | 0     |
| 1945-1946             | Royal Antwerp FC      | Division d'Honneur (D1) | 37          | 0           | -                     | -                     | 37    | 0     |
| 1946-1947             | Royal Antwerp FC      | Division d'Honneur (D1) | 16          | 0           | -                     | -                     | 16    | 0     |
| 1947-1948             | Royal Antwerp FC      | Division d'Honneur (D1) | 34          | 0           | -                     | -                     | 34    | 0     |
| 1948-1949             | Royal Antwerp FC      | Division d'Honneur (D1) | 25          | 0           | -                     | -                     | 25    | 0     |
| Sous-total            | Sous-total            | Sous-total              | 308         | 1           | -                     | -                     | 308   | 1     |
| Total sur la carrière | Total sur la carrière | Total sur la carrière   | 308         | 1           | -                     | -                     | 308   | 1     |

## Palmarès

### En club
|  |  | Royal Antwerp FC - Championnat de Belgique (1) : - Champion : 1944 - Vice-champion : 1946 |